# イクアンピィー・イシュタール
イクアンピィー・イシュタール（Ikūn-pî-Ištar）は、古代メソポタミアの都市国家・ウルクの王。
Ikūn-pî-Ištarは「Istarの言葉が真実になった」という意味であり、[i-k]u-un-pi4-eš4-tárと刻まれている。在位期間は低年代説によると紀元前1825年から紀元前1799年。トルキルド・ヤコブセンは、イシン第1王朝後半と同時代の人物で、シーン・カーシッドに先立つと推定される事を示唆している。

## 略歴
シュメール王名表の断片には2つの異説があるが、そのうちの1つはバビロンのスムアブム（紀元前1830～1817年頃）に続いており、もう1つはイシンの王であるイルラ・イミッティ（紀元前1805～1799年頃）とエンリル・バーニ（紀元前1798～1775年頃）の治世の間に挟まれている。これにより、イクアンピィー・イシュタールの治世は6ヶ月または1年となり、どちらの説が引用されるかによって異なる。スムエルはラルサの王の5年目の年名（紀元前1825年頃）で、ラルサが独立していた時代にウルクの軍勢に勝利したことを祝っている。大英博物館のhaematiteのシリンダー シールは、この王の名前の略語である可能性がある、pî-Ištarの僕のことを証明している。ニップルからのsatukku (sá-dug4)、または供物のテキストは、イクアンピィー・イシュタールの年名を与えるテキストの唯一の模範であり、リピト・エンリルの最初の年（紀元前1798年頃）以降に遡るニヌルタの神殿に関連する楔形石板のテキスト コーパスの中から発見されたが、その後、その都市は75年の間、イシンの王たちの支配下にあった。そのため、ニヌルタの覇権はリピト・エンリルよりも先にあったと考えられている。